# 親情 (電視劇)
《親情》（英語：The Brothers）是香港無綫電視長篇劇集，於1980年4月21日首播，全劇共75集，監製李添勝。由周潤發、鄭裕玲、任達華主演，同名主題曲由顧嘉煇作曲、黃霑填詞、已故歌手羅文主唱。 新加坡媒體曾選出二十世纪華語百部經典電视劇，此劇入選二十大之一。

## 內容
石啟泰（藍天飾）本有妻子蘇瑞芳（李香琴飾），有一子石暉（周潤發飾），後因戰亂與妻兒失散，娶了名流淑女容幗碧（羅蘭飾），生了石永禧（任達華飾）。石永禧和石暉際遇很大不同：石永禧在容家的藥廠出任副總經理，而石暉則只是在車房工作。而石暉鄰居周彤（鄭裕玲飾）一直對石暉有意思，但石暉一直不為意。
後石暉與石啟泰相認，石啟泰舉薦石暉入藥廠工作。石永禧鍾情表妹容家茜（雪梨飾），但家茜不但對永禧不感興趣，反而與在工廠工作的石暉相戀起來。結果石暉漸與周彤疏離。周彤因愛情失意，加上父親周友（關海山飾）去世，感到萬念俱灰......

## 演員表
- 藍　天 飾 石啟泰
- 李香琴 飾 蘇瑞芳
- 周潤發 飾 石　暉
- 羅　蘭 飾 容幗碧
- 任達華 飾 石永熹
- 黃曼梨 飾 葉帶裙
- 關海山 飾 周　友
- 黎少芳 飾 周　綺
- 鄭裕玲 飾 周　彤
- 張活游 飾 容懷邦
- 劉　丹 飾 容世坤
- 白　茵 飾 林潔瑩
- 雪　梨 飾 容家茜
- 石　堅 飾 蘇大鵬
- 曾楚霖 飾 蘇偉安
- 黃樹棠 飾 蘇達成
- 野　峯 飾 陳慶文
- 鄭少萍 飾 文　嫂
- 陳敏兒 飾 陳美珍
- 黃文偉 飾 光　仔
- 莫翠珍 飾 中山婆
- 游佩玲 飾 光　媽
- 鍾俊英 飾 老　闆
- 陳鴻楷 飾 長毛飛
- 張　華 飾 飛　仔
- 彭潤祥 飾 飛　仔
- 吳文瀚 飾 學　生
- 白　蘭 飾 教　友/張姑娘
- 余慕蓮 飾 教　友/李姑娘
- 李潔瑩 飾 教　友/方姑娘
- 梁　雄 飾 馬　迷
- 屠正屏 飾 姜　四
- 鄭則仕 飾 大偈明
- 龍天生 飾 孱仔華
- 韋以茵 飾 葉　虹
- 梁碧玲 飾 張燕燕
- 黎永強 飾 麥應球
- 關菊英 飾 馮秋雯
- 梁潔芳 飾 美　姐
- 黃　新 飾 馮草軒
- 梁小玲 飾 白麗莎
- 陳狄克 飾 白雲龍
- 劉雅麗 飾 黃小玲
- 馬慶生 飾 管工基
- 陳家碧 飾 靚女媚
- 王炳坤 飾 裁縫九叔
- 韓燕妮 飾 陳曼嬌
- 王炳麟 飾 廖帮辦/調查員
- 黃英華 飾 李帮辦/調查員/督　察
- 徐廣林 飾 徐　楷
- 麥大成 飾 朱　通
- 鍾志強 飾 王大光
- 何璧堅 飾 何玉堂
- 羅麗娟 飾 娟　姐
- 陳志榮 飾 昌　哥
- 鄧美美 飾 黃　太
- 容守怡 飾 潘　太
- 葉　萍 飾 廖　太
- 江　毅 飾 Jack
- 日本仔 飾 C.I.D.
- 佩　雲 飾 黃　太
- 甘　露 飾 金　姐
- 何貴林 飾 大粒墨
- 莫慶廉 飾 金牙貴
- 梁少華 飾 四眼徐
- 梁漢輝 飾 阿　徐/Joe
- 周　吉 飾 吉　叔
- 焦　雄 飾 花仔榮
- 文潔雲 飾 店　員
- 李青薇 飾 六　姐
- 黃志偉 飾 打蛇客
- 鄭藩生 飾 打蛇客
- 歐炳南 飾 打蛇客
- 梁兆麒 飾 阿　三
- 吳麗珊 飾 阿三姊
- 陳　東 飾 錦　叔
- 許逸華 飾 阿　雲
- 譚玉瑛 飾 阿　青/彤工友
- 吳　良 飾 徐廠長
- 黃思恩 飾 阿　傑
- 黃偉光 飾 阿　榮
- 梅　蘭 飾 錦　嫂
- 楊嘉諾 飾 工　頭
- 盧國偉 飾 阿　畢
- 胡智龍 飾 阿　浩
- 虞堂容 飾 打手甲
- 陳榮輝 飾 打手乙
- 李成昌 飾 Danny
- 甘永禧 飾 馬先生
- 吳博君 飾 大　頭/胡助手
- 何禮男 飾 Sunny
- 駱應鈞 飾 馮志威
- 胡美儀 飾 護　士
- 梁淑兒 飾 Lulu/飛女乙
- 梁鴻華 飾 師爺陳
- 白文彪 飾 鄧老闆
- 羅振彪 飾 排骨超
- 趙仕齊 飾 牧　師
- 安祖拉 飾 彤工友
- 霍潔貞 飾 工　友/阿　菁
- 曾玉霞 飾 彤工友
- 張　生 飾 司徒光
- 梁潔華 飾 彤工友
- 謝　洪 飾 睇相佬
- 凌禮文 飾 醫　生
- 孫國樑 飾 德　叔
- 陳立品 飾 八　嬸
- 鄺佐輝 飾 鄧律師
- 張英才 飾 裁判司
- 梁少狄 飾 保鏢甲
- 黎劍雄 飾 保鏢乙
- 魯振順 飾 醫　生
- 李惠梅 飾 彤工友
- 吳麗珠 飾 杜寶寶
- 麥子雲 飾 飛　甲
- 李揚道 飾 飛　乙
- 徐佑麟 飾 飛　丙
- 李慧然 飾 飛女甲
- 胡寶華 飾 飛女丙
- 陳美璇 飾 葉姑娘
- 關　鍵 飾 陳　中
- 羅偉平 飾 胡律師
- 俞　明 飾 勞廠長
- 何麗莎 飾 Joan
- 鄧英敏 飾 Tony
- 李樹佳 飾 Dick
- 羅國維 飾 鄧經理
- 黃造時 飾 Maggie
- 徐桂香 飾 顧　客
- 林文偉 飾 狗　仔
- 何廣倫 飾 阿　寶
- 陳國權 飾 麥　友
- 麥耀新 飾 麥　友
- 秦　煌 飾 探　長
- 林偉圖 飾 醫　生

## 主題曲
| 曲序 | 曲目           |      | 作曲   | 编曲   | 演唱者 |
| ---- | -------------- | ---- | ------ | ------ | ------ |
| 1.   | 親情（主題曲） | 黃霑 | 顧嘉煇 | 顧嘉煇 | 羅文   |

| 英屬香港 無綫電視翡翠台 翡翠劇場 · 星期一至五 19:05-20:00 | 英屬香港 無綫電視翡翠台 翡翠劇場 · 星期一至五 19:05-20:00 | 英屬香港 無綫電視翡翠台 翡翠劇場 · 星期一至五 19:05-20:00 |
| --------------------------------------------------------- | --------------------------------------------------------- | --------------------------------------------------------- |
|                                                           | 親情 （1980年4月21日 - 1980年8月1日）                     |                                                           |
| 風雲 （1980年1月21日 - 1980年4月18日）                    | 輪流傳 （1980年8月4日 - 1980年9月5日）                    |                                                           |

1. ↑  . 豆瓣(手机版).   [2022-04-30].